# Giải thưởng Làn Sóng Xanh 2017
Làn Sóng Xanh 2017 là giải thưởng thường niên của Đài Tiếng nói Nhân dân Thành phố Hồ Chí Minh lần thứ 20 được tổ chức bình chọn năm 2017 bắt đầu từ 08/10/2017 đến 08/11/2017 dành cho tất cả khán giả yêu âm nhạc trên cả nước.
Các hạng mục trao giải:
1. Top 10 bài hát được yêu thích: dành cho Nhạc sĩ có bài hát nằm trong bảng xếp hạng hằng tuần của Làn Sóng Xanh 2017. Giải này do khán giả bình chọn.
2. 1 Giải Bài hát hiện tượng: Ngoài yếu tố được yêu thích bài hát này còn tạo nên một xu hướng mới, trào lưu mới, hiện tượng mới trong năm. Giải thưởng này nhằm khích lệ các sáng tạo mới, có tính thẩm mỹ cao, không rập khuôn.
3. Top 5 ca sĩ được yêu thích – BẢNG VÀNG (Top Gold):Tiêu chí bình chọn là các ca sĩ có trên 5 năm được bình chọn vào BXH Làn Sóng Xanh hằng tuần, có hoạt động nổi bật về nghề nghiệp, có phong cách sáng tạo riêng, có liveshow riêng, các sản phẩm được đầu tư chỉn chu, có chất lượng, có đạo đức nghề nghiệp, nhiệt tình và trân trọng khán giả. Giải do khán giả bình chọn.
4. Top 5 ca sĩ được yêu thích - BẢNG TOP HIT:Ca sĩ được yêu thích trên thị trường, hoạt động nghề nghiệp hiệu quả, có bài hit, có lịch biểu diễn đều đặn. Giải do khán giả bình chọn.
5. 2 Giải Gương mặt Triển vọng:dành cho các ca sĩ trẻ, chưa vào top LSX, không cần phải có bài hát nằm trong top Làn Sóng Xanh hằng tuần nhưng không quá 3 lần nằm trong danh sách đề cử Triển vọng. Giải do Hội đồng Báo chí bình chọn dựa trên đề cử của các thính giả gửi về.
6. 01 giải Gương mặt phát hiện: giải này dành cho các gương mặt bước ra từ các cuộc thi âm nhạc, hoặc những gương mặt hoàn toàn mới, có thể chưa có sản phẩm âm nhạc, hoặc chưa có bài hát vào top Làn Sóng Xanh, nhưng đã được giới chuyên môn và khán giả chú ý, đánh giá cao. Từ đề cử của khán giả sẽ chọn ra những gương mặt xuất sắc để Hội đồng chuyên môn bình chọn.
7. Single của năm:là những single có mặt trong BXH tuần của Làn Sóng Xanh 2017.
8. Giải Hòa âm phối khí:do BTC trao cho nhạc sĩ hòa âm xuất sắc.

## Đề cử

### Top 10 bài hát (nhạc sĩ) được yêu thích nhất
73 ca khúc lọt vào top Làn sóng xanh 2017 trong danh sách đề cử 
Kết quả bình chọn
| Bài hát                        | Nhạc sĩ                         |
| ------------------------------ | ------------------------------- |
| Lạc trôi                       | Sơn Tùng M-TP                   |
| Em gái mưa                     | Vương Quốc Tuân                 |
| Ghen                           | Khắc Hưng                       |
| Có em chờ                      | Kai Đinh                        |
| Điều anh biết                  | Chi Dân                         |
| Xin đừng lặng im               | Dương Khắc Linh, Shin Hồng Vịnh |
| Chạm khẽ tim anh một chút thôi | Tăng Nhật Tuệ                   |
| Yêu 5                          | Rhymastic                       |
| Yêu là tha thu                 | Nguyễn Phúc Thiện               |
| Mình là gì của nhau            | Nguyễn Phúc Thạch (Only C)      |

### Top 5 ca sĩ được yêu thích - Bảng Vàng
| Ca sĩ         |
| ------------- |
| Đàm Vĩnh Hưng |
| Thu Minh      |
| Hồ Ngọc Hà    |
| Hà Anh Tuấn   |
| Lệ Quyên      |

### Top 5 ca sĩ được yêu thích - Bảng Top Hit
| Ca sĩ            |
| ---------------- |
| Noo Phước Thịnh  |
| Hương Tràm       |
| Sơn Tùng M-TP    |
| Tóc Tiên         |
| Soobin Hoàng Sơn |

### Gương mặt phát hiện
| Ca sĩ           |       |
| --------------- | ----- |
| Han Sara        | Đề cử |
| Ali Hoàng Dương | Đề cử |
| Hiền Hồ         | Đề cử |

Kết quả bình chọn của ba gương mặt này gần như không có sự chênh lệch về phiếu bầu. Chính vì thế, Ban tổ chức quyết định không trao giải Gương mặt phát hiện của Làn sóng xanh năm 2017.

### Ca sĩ triển vọng
| Ca sĩ           |           |
| --------------- | --------- |
| Bảng Nam        |           |
| Erik            | Đoạt giải |
| Lou Hoàng       | Đề cử     |
| Đức Phúc        | Đề cử     |
| Rocker Nguyễn   | Đề cử     |
| Bảng Nữ         |           |
| Min             | Đề cử     |
| Hòa Minzy       | Đoạt giải |
| Jangmi          | Đề cử     |
| Hoàng Yến Chibi | Đề cử     |

### Bài hát hiện tượng
| Bài hát          |           |
| ---------------- | --------- |
| Lạc trôi         | Đề cử     |
| Em gái mưa       | Đoạt giải |
| Có em chờ        | Đề cử     |
| Xin đừng lặng im | Đề cử     |

### Single của năm
| Bài hát                        |           |
| ------------------------------ | --------- |
| Lạc trôi                       | Đoạt giải |
| Em gái mưa                     | Đề cử     |
| Ghen                           | Đề cử     |
| Chạm khẽ tim anh một chút thôi | Đề cử     |
| Hôm nay tôi cô đơn quá         | Đề cử     |

### Hòa âm phối khí
| Bài hát                             |           |
| ----------------------------------- | --------- |
| Lạc trôi - Sơn Tùng M-TP            | Đề cử     |
| Ngày mai em đi - Hoàng Tourliver    | Đoạt giải |
| Ghen - Khắc Hưng                    | Đề cử     |
| Ngồi hát đỡ buồn - Nguyễn Hải Phong | Đề cử     |
| Hôm nay tôi cô đơn quá              | Đề cử     |

## Kết quả chung cuộc
| Giải thưởng                                  | Đoạt giải |
| -------------------------------------------- | --- |
| Top 10 bài hát (nhạc sĩ) được yêu thích nhất | - "Lạc trôi" - Sơn Tùng M-TP - "Em gái mưa" - Mr. Siro - "Ghen" - Khắc Hưng - "Có em chờ" - Kai Đinh - "Điều anh biết" - Chi Dân - "Xin đừng lặng im" - Dương Khắc Linh, Shin Hồng Vịnh - "Chạm khẽ tim anh một chút thôi" - Tăng Nhật Tuệ - "Yêu 5" - Rhymastic - "Yêu là tha thứ" - Nguyễn Phúc Thiện - "Mình là gì của nhau" - Only C |
| Top 5 ca sĩ được yêu thích - Bảng Vàng       | - Đàm Vĩnh Hưng - Thu Minh - Hồ Ngọc Hà - Hà Anh Tuấn - Lệ Quyên |
| Top 5 ca sĩ được yêu thích - Bảng Top Hit    | - Noo Phước Thịnh - Hương Tràm - Sơn Tùng M-TP - Tóc Tiên - Soobin Hoàng Sơn |
| Gương mặt phát hiện                          | Không trao giải |
| Nam/Nữ ca sĩ triển vọng                      | • Erik • Hòa Minzy |
| Single của năm                               | "Lạc trôi" - Sơn Tùng M-TP |
| Giải Hòa âm phối khí                         | "Ngày mai em đi" (2017 cover) - Hoàng Touliver |
| Bài hát hiện tượng                           | "Em gái mưa" - nhạc sĩ Mr. Siro, ca sĩ Hương Tràm |
| Dự án trong năm                              | See Sing Share - Hà Anh Tuấn |